# Vreeland (Pays-Bas)
Pour les articles homonymes, voir Vreeland.
Vreeland est un village situé dans la commune néerlandaise de Stichtse Vecht, dans la province d'Utrecht. Le 1er janvier 2004, le village comptait 1 530 habitants.

## Histoire
Vreeland a été une commune indépendante jusqu'au 1er avril 1964. À cette date, Vreeland et Loenersloot sont rattachées à Loenen.

## Personnes liées au village
- Willem Vrelant, de son vrai nom Backer, est un enlumineur néerlandais originaire de Vreeland ;
- Aarnoud van Heemstra (1871 - 1957) est un politicien et diplomate néerlandais né à Vreeland.